# Liste der denkmalgeschützten Objekte in Hohe Wand
Die Liste der denkmalgeschützten Objekte in Hohe Wand enthält die 7 denkmalgeschützten unbeweglichen Objekte der Gemeinde Hohe Wand im niederösterreichischen Bezirk Wiener Neustadt-Land.

## Denkmäler
| Foto |                 | Denkmal                                                                       | Standort                                                  | Beschreibung | Metadaten |
| ---- | --------------- | ----------------------------------------------------------------------------- | --------------------------------------------------------- | --- | --- |
| ja   | Datei hochladen | Figurenbildstock Gnadenstuhl HERIS-ID: 30152 Objekt-ID: 26883                 | bei Dreifaltigkeitsplatz 46 Standort KG: Maiersdorf       | Die Dreifaltigkeitssäule mit Gnadenstuhl stammt aus Ende des 17. Jahrhunderts und wurde bei der Renovierung 1885 überarbeitet | BDA-Hist.: Q37931087 Status: § 2a Stand der BDA-Liste: 2025-06-30 Name: Figurenbildstock Gnadenstuhl GstNr.: 2141                                                   |
| ja   | Datei hochladen | Pfarrhof HERIS-ID: 30150 Objekt-ID: 26881                                     | Dreifaltigkeitsplatz 46 Standort KG: Maiersdorf           | zweigeschoßiger kubischer Barockbau Ende des 18. Jahrhunderts unter Walmdach | BDA-Hist.: Q37931064 Status: § 2a Stand der BDA-Liste: 2025-06-30 Name: Pfarrhof GstNr.: .5                                                                         |
| ja   | Datei hochladen | Kath. Pfarrkirche hl. Johannes der Täufer HERIS-ID: 30149 Objekt-ID: 26880    | Kirchengasse 47, neben Standort KG: Maiersdorf            | Die Wehrkirche steht weithin sichtbar auf einer Felsterrasse oberhalb von Maiersdorf. Auf die romanische Saalkirche aus dem 12. Jahrhundert wurde ein gotisches Wehrobergeschoß aufgesetzt. Über dem Chorquadrat erhebt sich der mächtige Turm in gleicher Höhe wie das Wehrgeschoß, dem ein kleines Glockentürmchen aufgesetzt ist. Im Westen wurde das Langhaus durch einen 1964 errichteten Anbau erweitert. – Die Sakramentsnische im Presbyterium ist durch Wandmalereien aus der Zeit um 1430 eingerahmt. | BDA-Hist.: Q22303222 Status: § 2a Stand der BDA-Liste: 2025-06-30 Name: Kath. Pfarrkirche hl. Johannes der Täufer GstNr.: .1/1 Pfarrkirche Maiersdorf               |
| ja   | Datei hochladen | Alpin- und Heimatmuseum, Wr. Neustädter-Haus HERIS-ID: 30154 Objekt-ID: 26886 | Kleine Kanzel-Straße 118 Standort KG: Maiersdorf          | Ein auf Initiative der Naturfreunde in den Jahren 1926 bis 1928 errichteter Natursteinbau, der seit 1991 unter anderem als Alpin- und Heimatmuseum genutzt wird. | BDA-Hist.: Q37931117 Status: § 2a Stand der BDA-Liste: 2025-06-30 Name: Alpin- und Heimatmuseum, Wr. Neustädter-Haus GstNr.: .124 Wiener-Neustädter-Haus, Hohe Wand |
| ja   | Datei hochladen | Pestpfeiler HERIS-ID: 30158 Objekt-ID: 26890                                  | Standort KG: Netting                                      | Der vierkantige, nach oben verjüngte Bildstock trägt Keramikreliefs mit Darstellungen Jesu Christi sowie der Heiligen Pankratius (rechte Seite) und Rochus (linke Seite). Er wurde zur Erinnerung an die Choleraepidemie 1866 (Jahreszahl!) errichtet. | BDA-Hist.: Q37931180 Status: § 2a Stand der BDA-Liste: 2025-06-30 Name: Pestpfeiler GstNr.: 529/3                                                                   |
| ja   | Datei hochladen | Sebastianskapelle HERIS-ID: 30155 Objekt-ID: 26887                            | Hauptstraße 15, in der Nähe Standort KG: Stollhof         | Rechteckbau von 1713, eingezogener Nordturm aus dem 19. Jahrhundert mit Schallfenstern und Spitzhelm | BDA-Hist.: Q37931137 Status: § 2a Stand der BDA-Liste: 2025-06-30 Name: Sebastianskapelle GstNr.: .61                                                               |
| ja   | Datei hochladen | Engelbertkirche mit Dr. Dollfuß-Gedenkstätte HERIS-ID: 30153 Objekt-ID: 26885 | Kleine Kanzel-Straße 85, südöstlich Standort KG: Stollhof | Am Ende eines Seitenweges der Mautstraße auf die Hohe Wand steht die 1934 von Robert Kramreiter geplante und im selben Jahr erbaute Kirche, die an Engelbert Dollfuß erinnert. Geweiht ist sie dem hl. Engelbert. Auf einer Wandmalerei von Max Frey in der Unterkirche wird Dollfuß gemeinsam mit Jesus und Märtyrern dargestellt. | BDA-Hist.: Q23689798 Status: § 2a Stand der BDA-Liste: 2025-06-30 Name: Engelbertkirche mit Dr. Dollfuß-Gedenkstätte GstNr.: .92 Engelbertkirche, Hohe Wand         |